# Javastrandpipare
Javastrandpipare (Anarhynchus javanicus) är en fåtalig vadarfågel i familjen pipare som förekommer i Indonesien.

## Utseende och läte
Javastrandpiparen är en rätt liten och ej markant tecknad pipare. Den har brun ovansida och vitt på undersidan, liksom i ett prydligt halsband samt på panna och i ögonbrynsstreck. Den bruna strimman vid skuldrorna formar ibland ett komplett bröstband. Fåglar i häckningsdräkt har en orange ton bakom ögat och runt halsbandet. Ungfåglar liknar adulta fåglar utanför häckningstid, men har ljuskantade kroppsfjädrar. Arten är mycket lik svartbent strandpipare, men skiljer sig genom den mera varmbruna fläcken bakom öronen, avsaknad av orange på hjässan i häckningsdräkt samt ljusare ben. Även malajstrandpiparen är lik, men denna har alltid vita kanter på de bruna fjädrarna på ovansidan och varma toner på huvudet. Bland lätena hörs mjuka pipanden, men även ett frågande "week?".

## Utbredning och systematik
Javastrandpiparen var tidigare endast känd från Java, Bali och Kangeanöarna. Den har dock på senare tid rapporterats även från bland annat  Sumatra, Sulawesi, Flores och Östtimor. Den behandlas som monotypisk, det vill säga att den inte delas in i några underarter.

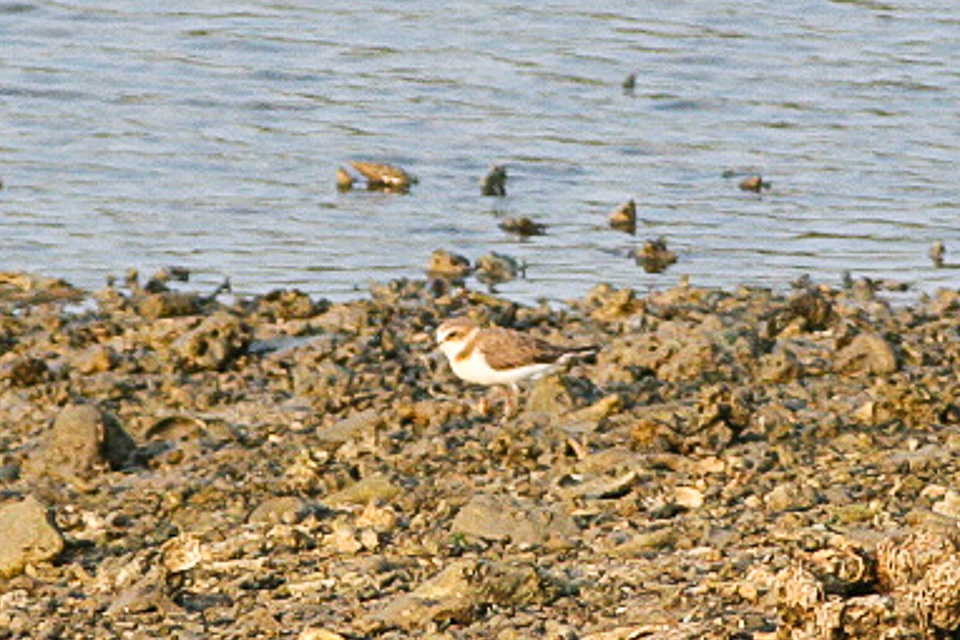
Javastrandpipare på Bali.

### Släktestillgörighet
Javastrandpipare placeras traditionellt, liksom de flesta pipare, i det stora släktet Charadrius. Flera genetiska studier har dock visat att arterna i släktet inte är varandras närmaste släktingar. Istället är en stor grupp strandpipare, däribland javastrandpipare, närmare släkt med vipor i Vanellus och andra udda pipare som australiska inlandspiparen (Peltohyas australis) och arten snednäbb i Nya Zeeland (Anarhynchus frontalis) än med typarten för släktet större strandpipare.  Tongivande Clements m.fl. implementerade 2023 dessa resultat i sin systematik, vilket medfört att denna grupp lyfts ur Charadrius och istället förenats med snednäbben i släktet Anarhynchus. 

## Levnadssätt
Arten är kustlevande och hittas på stränder och tidvattensslätter, i flodmynningar och fiskdammar samt i fuktiga fält.

## Status
Javastrandpiparens bestånd är litet, uppskattat till mellan 1300 och 4000 vuxna individer, men tros vara stabilt. Internationella naturvårdsunionen IUCN kategoriserar arten som livskraftig.